# Liste des voies du 5e arrondissement de Lyon

La liste des voies du 5e arrondissement de Lyon présente les différentes rues, quais, passages, montées et impasses du 5e arrondissement de la ville de Lyon, chef-lieu du département du Rhône et de la région Auvergne-Rhône-Alpes, en France.
- Haut – A
- B
- C
- D
- E
- F
- G
- H
- I
- J
- K
- L
- M
- N
- O
- P
- Q
- R
- S
- T
- U
- V
- W
- X
- Y
- Z

## 0-9
- Place du 158e-Régiment-d'Infanterie

## A
- Place Abbé-Larue
- Rue de l'Abbé-Papon
- Avenue Adolphe-Max
- Pont d'Ainay
- Rue des Anges
- Rue de l'Angile
- Impasse des Anglais
- Place de l'Antiquaille
- Rue de l'Antiquaille
- Rue des Antonins
- Rue Appian
- Rue des Aqueducs
- Rue Armand-Caillat
- Rue Arnoud
- Rue de l'Aube
- Allée de l'Aurore

## B
- Place de la Baleine
- Rue de la Baleine
- Avenue Barthélemy-Buyer
- Rue du Bas-Loyasse
- Place de la Basoche
- Rue des Basses-Verchères
- Place du Bâtonnier-Valensio
- Rue des Battières
- Place Beauregard
- Rue de Bellissen
- Rue Bellièvre
- Place Bénédict-Teissier
- Rue Benoist-Mary
- Place Benoît-Crépu
- Rue du Bœuf
- Rue de la Bombarde
- Pont Bonaparte
- Quai de Bondy
- Place Bourgneuf
- Rue de Boyer
- Rue de la Brèche
- Allée de Bretagne

## C
- Montée du Cardinal-de-Courtray
- Rue du Cardinal-Gerlier
- Belvédère Cardinal-Henri-de-Lubac
- Montée du Cardo
- Montée des Carmes-Déchaussés
- Boulevard des Castors
- Place César-Geoffray
- Allée du Champ-de-Colle
- Rue de Champvert
- Montée du Change
- Place du Change
- Rue Chanteclair
- Rue Chazay
- Montée des Chazeaux
- Montée du Chemin-Neuf
- Rue des Chevaucheurs
- Impasse Chomel
- Impasse de Choulans
- Montée de Choulans
- Rue Cléberg
- Place du Cloître-de-Fourvière
- Rue du Commandant-Charcot
- Place de la Commanderie
- Place des Compagnons-de-la-Chanson
- Impasse du Cumin
- Impasse des Cytises

## D
- Allée des Dames-du-Calvaire
- Avenue Debrousse
- Chemin de la Demi-Lune
- Rue du Docteur-Albéric-Pont
- Rue Docteur-Augros
- Rue du Docteur-Edmond-Locard
- Place Docteur-Schweitzer
- Avenue du Doyenné
- Rue du Doyenné

## E
- Impasse Edmond-Rostand
- Place Édouard-Commette
- Place Ennemond-Fousseret
- Allée Emmanuel-Gounot
- Montée des Épies
- Rue des Estrées
- Quai des Étroits
- Place Eugène-Wernert

## F
- Rue des Farges
- Rue de la Favorite
- Rue Ferrachat
- Chemin des Fontanières
- Impasse du Fort-Saint-Irénée
- Rue du Fort-Saint-Irénée
- Rue des Fossés-de-Trion
- Esplanade de Fourvière
- Place de Fourvière
- Place François-Bertras
- Rue François-Génin
- Rue François-Vernay
- Rue de la Fronde
- Quai Fulchiron

## G
- Rue de Gadagne
- Impasse de la Garde
- Rue de la Garde
- Rue de la Garenne
- Montée du Garillan
- Montée des Génovéfains
- Avenue du Général-Dwight-Eisenhower
- Impasse du Général-de-Luzy
- Rue Georges-Clemenceau
- Rue Georges-Martin-Witkowski
- Place du Gouvernement
- Place Gerson
- Montée du Gourguillon
- Rue des Granges

## H
- Passage des Hauts-de-Saint-Just
- Rue Henri-Le-Chatelier
- Allée Henriette
- Rue Henriette
- Passerelle de l'Homme-de-la-roche

## J
- Rue Jean-Carriès
- Rue Jean-Fauconnet
- Rue Jean-Louis-Vincent
- Rue Jean-Marie-Duclos
- Rue Jean-Prévost
- Rue Jeunet
- Rue Joliot-Curie
- Rue Juiverie

## L
- Pont la Feuillée
- Rue Lainerie
- Rue de la Loge
- Rue Louis-Carrand
- Allée Louise-et-Rose-Faurite
- Montée de Loyasse
- Allée Lucius-Munatius-Plancus

## M
- Rue des Macchabées
- Rue Mandelot
- Rue du Manteau-Jaune
- Pont Maréchal-Juin
- Rue Maurice-Bellemain
- Rue Maurice-Jacob
- Rue Marie-Louise-et-Anne-Marie-Soucelier
- Rue Marius-Gonin
- Avenue de Ménival
- Rue Mère-Élisabeth-Rivet
- Place des Minimes
- Rue Monseigneur-Lavarenne
- Chemin de Montauban
- Rue Mourguet
- Rue Mouton
- Impasse des Mûres

## N
- Place Neuve-Saint-Jean
- Montée Nicolas-de-Lange
- Rue Nicolas-Sicard
- Rue des Noyers

## O
- Rue Octavio-Mey
- Rue de l'Oiseau-Blanc

## P
- Rue du Palais-de-Justice
- Rue du Panorama
- Passerelle Paul-Couturier
- Place Paul-Duquaire
- Rue Pauline-Marie-Jaricot
- Rue des Pépinières
- Place Père-François-Varillon
- Place du Petit-Collège
- Rue Pierre-Audry
- Place Pierre-Bossan
- Quai Pierre-Scize
- Rue Pierre-Valdo
- Avenue du Point-du-Jour
- Impasse du Point-du-Jour
- Rue des Pommières
- Place du Port-Neuf
- Avenue de la Première-Division-Française-Libre
- Rue du Professeur-Pierre-Marion
- Ruelle Punaise

## Q
- Passerelle des Quatre-Vents
- Rue de la Quarantaine
- Rue des Quatre-Colonnes

## R
- Impasse de la Reine
- Rue Roger-Radisson
- Quai Romain-Rolland
- Chemin du Rosaire

## S
- Place Saint-Alexandre
- Rue Saint-Alexandre
- Montée Saint-Barthélemy
- Rue Saint-Éloi
- Rue Saint-Étienne
- Rue Saint-Fiacre
- Rue Saint-Georges
- Rue Saint-Irénée
- Place Saint-Jean
- Rue Saint-Jean
- Montée Saint-Laurent
- Rue Saint-Nicolas
- Place Saint-Paul
- Rue Saint-Paul
- Esplanade Saint-Pothin
- Rue Sainte-Croix
- Allée de la Santé
- Impasse de la Sarra
- Montée de la Sarra
- Impasse Secret
- Rue Simon-Jallade
- Rue Sœur-Bouvier
- Rue Soufflot

## T
- Allée des Tamaris
- Montée du Télégraphe
- Rue des Tourelles
- Impasse de Tourvielle
- Rue de Tourvielle
- Petite rue Tramassac
- Rue Tramassac
- Place de la Trinité
- Place de Trion
- Rue Trion
- Allée des Troènes
- Rue des Trois-Artichauts
- Rue des Trois-Maries
- Rue Trouvée

## V
- Chemin du Viaduc
- Rue Vide-Bourse
- Rue du Viel-Renversé